# والتر آندریاس شوارتز
والتر آندریاس شوارتز (به انگلیسی: Walter Andreas Schwarz) (زاده ۲ ژوئن ۱۹۱۳-درگذشته ۱ آوریل ۱۹۹۲) خواننده آلمانی بود.
او نماینده آلمان در یوروویژن ۱۹۵۶ بود.